# Vườn quốc gia Starcke
Vườn quốc gia Starcke là một vườn quốc gia ở Queensland, Úc, 1619 km về phía tây bắc Brisbane.